# Dominic Chatto
Dominic Chatto Bashir Jamilu, född 12 juli 1985 i Kaduna, är en nigeriansk före detta fotbollsspelare (mittfältare).

## Klubbkarriär

### BK Häcken
I november 2008 skrev Chatto på ett treårskontrakt med den nyss uppflyttade klubben BK Häcken. Den 1 november 2011 förlängde han sitt kontrakt med två år. När sedan kontraktet gick ut hade klubben skrivit kontrakt med Ivo Pekalski och valde att inte förlänga med Chatto.

### Bodø/Glimt
I februari 2014 skrev Chatto på ett tvåårskontrakt med norska Bodø/Glimt.

### Ordabasy
I februari 2016 värvades Chatto av kazakstanska Ordabasy, där han skrev på ett ettårskontrakt.

### Falkenbergs FF
I mars 2017 värvades Chatto av Falkenbergs FF, där han skrev på ett tvåårskontrakt. Efter säsongen 2019 avslutade Chatto sin karriär.